# Tengu

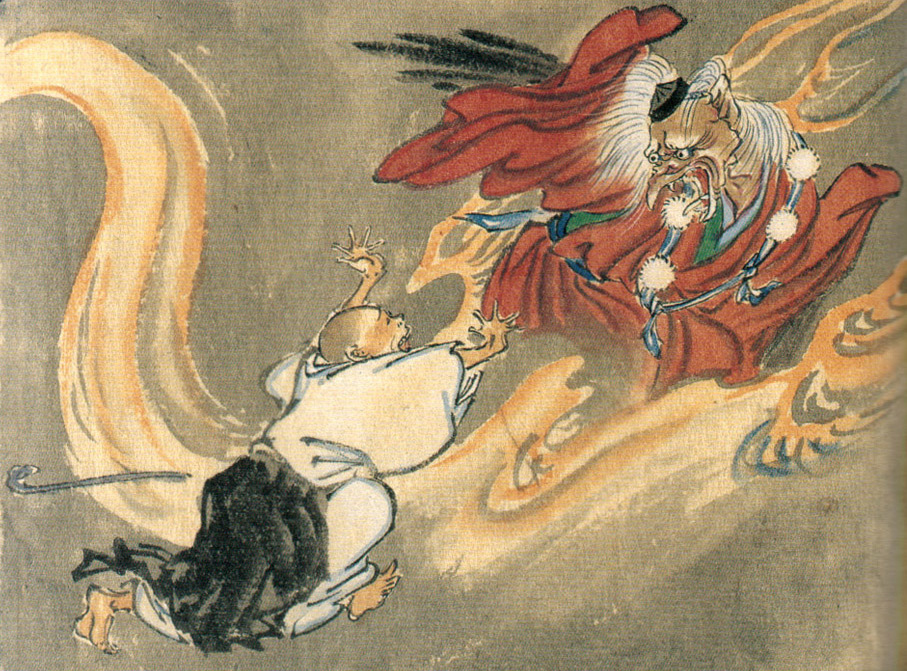
Een tengu.

De tengu (Japans: 天狗) is een fabeldier uit de Japanse mythologie. Tengu zijn wezens half mens, half vogel. Ze wonen volgens het volksgeloof in Japan in bergachtige streken in bomen, het liefst pijnbomen of ceders. 

## Achtergrond

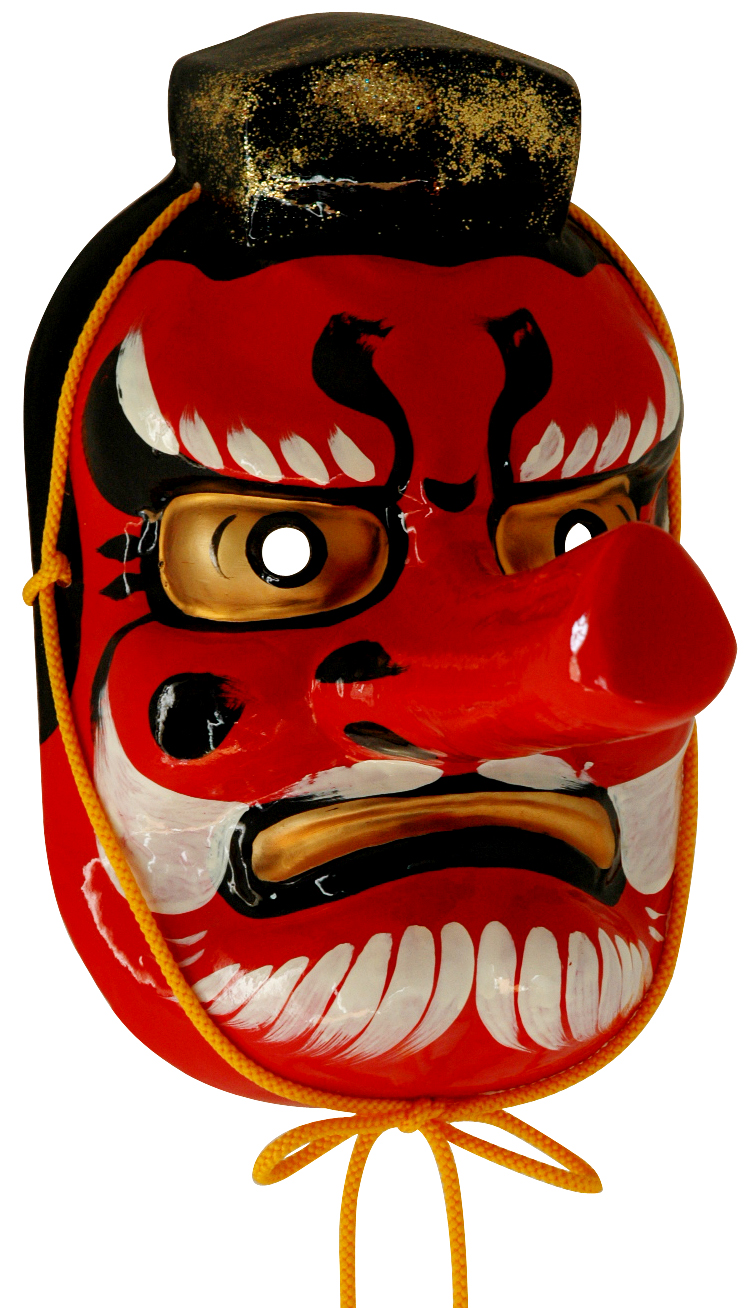
Tengu-masker (Shintoïsme)

De oorsprong van de tengu ligt mogelijk in verhalen over de Hindoe-god Garuda. De naam tengu is afgeleid van de Chinese demon tiāngoǔ, dat Hemelse hond betekent. 
Over hoe Tengu’s eruitzien bestaan veel verschillende verhalen en ideeën. Zo worden ze afgebeeld van enorme vogels tot meer menselijke wezens met vleugels, en variaties daartussen zoals mens-vogel hybriden. Soms worden ze afgebeeld met mantels van veren of bladeren en ze dragen vaak een klein, zwart hoedje. 
In de oudste verhalen over de Tengu werden ze nog neergezet als kwaadaardige geesten en demonen. In deze verhalen zijn ze vijanden van het boeddhisme, die onheil en oorlog brengen en monniken proberen van het goede pad af te doen dwalen of zelfs te ontvoeren. Rond de 17e eeuw veranderde de houding tegenover Tengu's, en werden ze steeds vaker neergezet als beschermgeesten. Wat wel altijd consequent is gebleven is dat Tengu bekendstaan om hun vechtkunsten en het feit dat ze graag streken uithalen.
Ze kunnen grappen die ten koste gaan van henzelf niet waarderen. 
Tengumaskers zijn zeer populair in een aantal streken. In de stad Numata is er een berg met een altaar waar Japans grootste tengumasker te vinden is. In het boeddhisme en bijgeloof kunnen Tengu zowel een positieve als negatieve rol spelen. Sommigen zien hen als demonen en brengers van het kwaad, terwijl anderen hen meer als beschermgeesten zien.

## Ondersoorten
Tengu worden doorgaans onderverdeeld in twee soorten

### Karasu-tengu

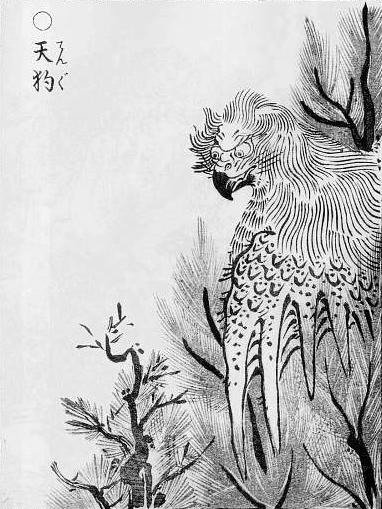
Een Karasu-tengu

De Karasu-tengu (烏天狗, kraaitengu) of koppa- orkonoha-tengu (木葉天狗, 木の葉天狗) zijn de oudste Tengusoort. Ze duiken reeds op  in Japanse folklore uit de achtste eeuw. 
Deze Tengu lijken qua uiterlijk nog wel het meest op een vogel, hoewel er ook verhalen zijn waarin ze een hondachtig uiterlijk hebben. Karasu-tengus kunnen zowel vliegen als lopen. Van de twee tengusoorten zijn de Karasu-tengu veruit het gewelddadigst. Ze zijn zeer bedreven in het gebruik van wapens, en staan daarom ook wel bekend als de krijgers onder de tengu. Verder zijn ze erg territoriaal en kunnen gewelddadig optreden tegen iemand die hen kwaad maakt. Hun woede kan zo groot worden dat ze zelfs een heel gebied kunnen terroriseren, maar ze kunnen zich ook op bepaalde individuen richten. Soms delen ze hun kennis over wapens met mensen. Volgens volksverhalen zouden enkele van de beste zwaardvechters van Japan door Tengu zijn getraind, waaronder de historische held Minamoto-no-Yoshitsune.
Karasu-tengu kunnen zowel mannelijk als vrouwelijk zijn.

### Hanadaka-tengu
Hanadaka-tengu (鼻高天狗) of Daitengu zijn een meer recente variant op de Tengu. Deze Tengu hebben een meer menselijk uiterlijk, met een rode huid en een enorm lange neus (welke is afgeleid van de snavel van de Karasutengu). Ze hebben vleugels op hun rug, zijn groter dan een mens, en erg gespierd. Deze Tengu staan ook bekend als de leiders van de tengu-clans. Ze dragen doorgaans houten sandalen, tengu-geta genaamd.
Hanadaka-tengu zouden volgens de volksverhalen erg wijs zijn en die wijsheid graag tonen aan anderen. Ook zouden ze net als de karasu-tengu enkele van de beste krijgers van Japan hebben getraind. Verder zijn Hanadaka-tengu geobsedeerd door discipline en respect. In tegenstelling tot de Karasu-tengu gebruiken ze niet snel geweld, maar halen wel streken of practical jokes uit met mensen die hen kwaad maken. Volgens een verhaal daagde een jongen eens een tengu uit met de bewering dat hij door een holle bamboestengel in de hemel kon kijken. Brandend van nieuwsgierigheid bood de Tengu de jongen zijn mantel van onzichtbaarheid aan in ruil voor de stengel. Toen hij ontdekte dat hij bedrogen was, nam de tengu wraak door de jongen in een ijskoude rivier te laten vallen.

## Afbeeldingen

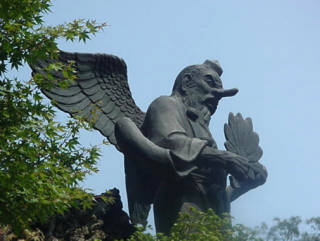
Tengu Konoha
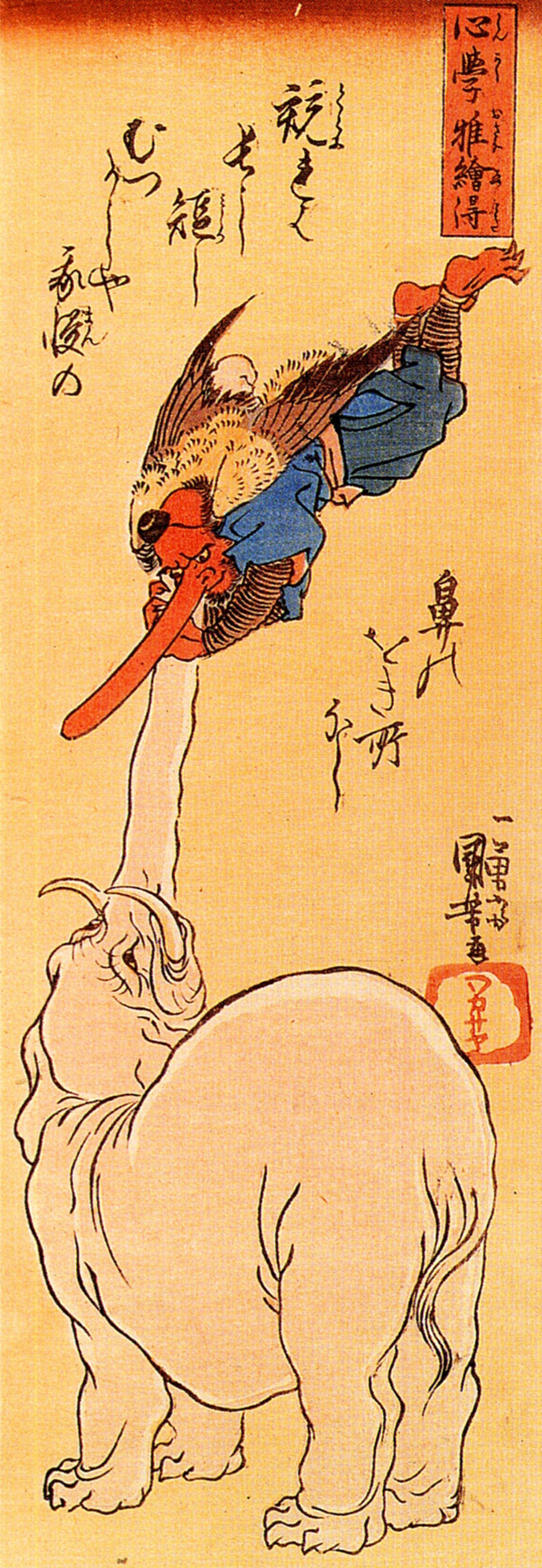
Olifant vangt vliegende Tengu
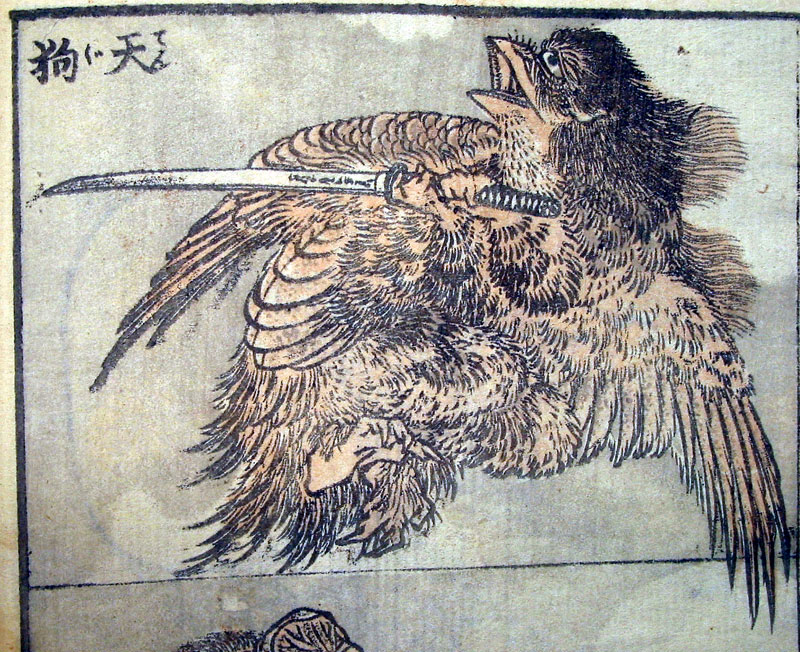
Karasu-Tengu
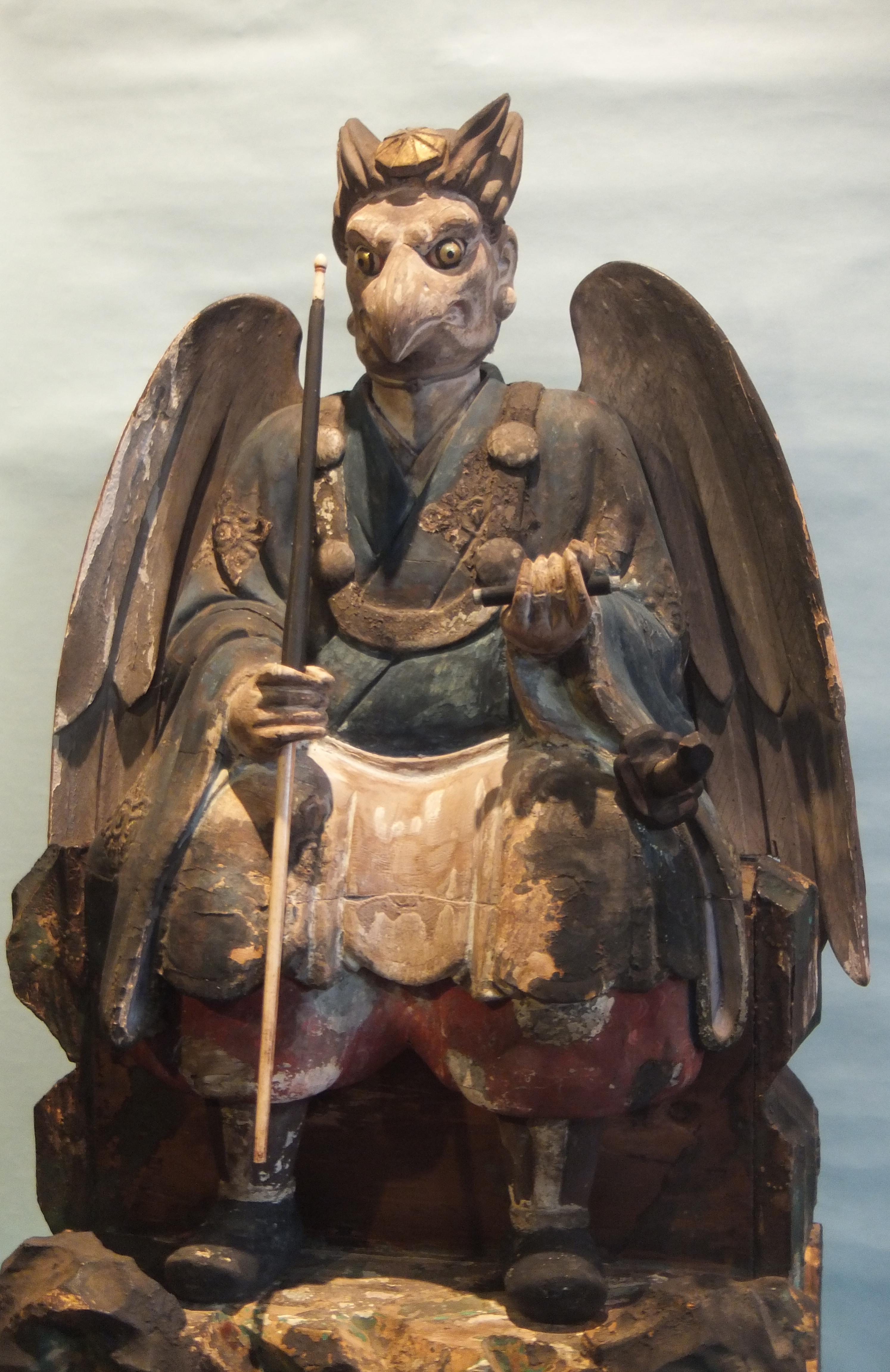
Karasu-Tengu